# Toni Occhiello
Antonio Occhiello (* 1953 in Cerignola) ist ein italienischer Regisseur.

## Leben
Occhiello drehte schon in seiner Jugend Amateurfilme und ging 1971 nach Rom, wo er an der Universität La Sapienza Politikwissenschaften studierte. Er arbeitete als Fotojournalist für einige italienische und französische Magazine und widmete sich nach seinem Diplom der Inszenierung von Musikvideos. Nach einem Aufenthalt zum Studium als Drehbuchautor und Kurzfilmen sowie einer Assistenz für Steven Spielberg in den Vereinigten Staaten drehte Occhiello für die RAI einige Dokumentationen, pädagogische Filme und wirkte für die Radioabteilung; im Auftrag der Soziologischen Fakultät der Universität Rom entstanden die Dokumentarfilme Rosso Continuo und Las Fiestas de San Luis Rey, die auf Festivals aufgeführt wurden. Daneben war er auch für zwei Spielfilme verantwortlich: Majidas aus dem Jahr 1989 sowie Il goiello di Arturo, für den Occhiello auch als bester Regisseur ausgezeichnet wurde. Seit Mitte der 1990er Jahre lebt er wieder in Los Angeles, wo er als Autor für Zeitschriften und Webseiten schreibt.

## Filmografie (Auswahl)
- 1990: Majidas
- 1993: Il goiello di Arturo